# Edyta Jaworska
Edyta Jaworska (* 13. September 1990) ist eine polnische Beachhandballschiedsrichterin und ehemalige Handballspielerin.
Edyta Jaworska studierte zwischen 2009 und 2011 Labortechnik an der Medizinischen Hochschule LZDZ Legnica. Seitdem arbeitet sie im Krankenhaus Dolnośląski Szpital Specjalistyczny im. T. Marciniaka als Laborantin. Während der ersten Phase der COVID-19-Pandemie im Frühjahr und Sommer 2020 wurde sie für mehrere Monate nach Krakau versetzt, wo sie bei der zentralen Analyse der Corona-Tests eingesetzt wurde. Die Internationale Handballföderation widmete ihr daraufhin ein Porträt in ihrer Handball in Healthcare-Serie, in der Personen aus dem Handball-Umfeld vorgestellt wurden, die aktiv am Kampf gegen die Pandemie beteiligt waren.
Jaworska begann im Alter von etwa 12 oder 13 Jahren mit dem Handballsport. Zum einen war ihr Heimatort Głogów eine Handball-Hochburg, wenngleich in erster Linie für Männer, weshalb Jaworskas Entwicklung bei ihrem Verein Piast Głogów Grenzen gesetzt waren, zum anderen ist ihr Vater Andrzej Jaworski als Schiedsrichter in der Halle sowie als Trainer und Funktionär im Beachhandball mit dem Handballsport verbunden. Meist spielte sie als Linksaußen. Jaworska war selbst eine gute Beachhandballspielerin. Mit einigen Mitspielerinnen ihren Hallenvereines gründete sie 2007 den Beachhandball-Verein Championki z Glogowa, mit dem sie bei den polnischen Meisterschaften 2007 und 2008 jeweils Dritte wurde. Vor den Europameisterschaften 2009 gehörte sie zum erweiterten Aufgebot der polnischen Beachhandball-Nationalmannschaft, wurde aber am Ende nicht für den finalen Kader nominiert.
Beeinflusst durch ihren Vater entschloss Jaworska sich anschließend im Alter von 19 Jahren, ebenfalls Handballschiedsrichterin zu werden, verlegte sich dabei aber in erster Linie auf den Beachhandball. 2014 legte sie gemeinsam mit Anna Kleszcz, mit der sie seit 2013 ein Schiedsrichtergespann bildet, im Rahmen der EBT Finals in Thessaloniki ihre Prüfung zur EHF-Schiedsrichterin ab. Sie waren nach Joanna Brehmer und Agnieszka Skowronek erst das zweite polnische Schiedsrichterpaar, das diese internationale Stufe erreichen konnte. Noch an Ort und Stelle kamen sie nach der Prüfung zum Einsatz und pfiffen unter anderem das Spiel um die Bronzemedaille der Männer zwischen Acropolis / Greece und Balonmano Playa Alcalá sowie bei den Deutschen Beachhandball-Meisterschaften 2014 in Wildeshausen. Zudem kamen sie beim EHF Beach Handball Champions Cup 2015 auf Gran Canaria zum Einsatz. Die Junioren-Europameisterschaften 2016 in Nazaré bestritt Jaworska an der Seite der Niederländerin Jeanet Markvoort.

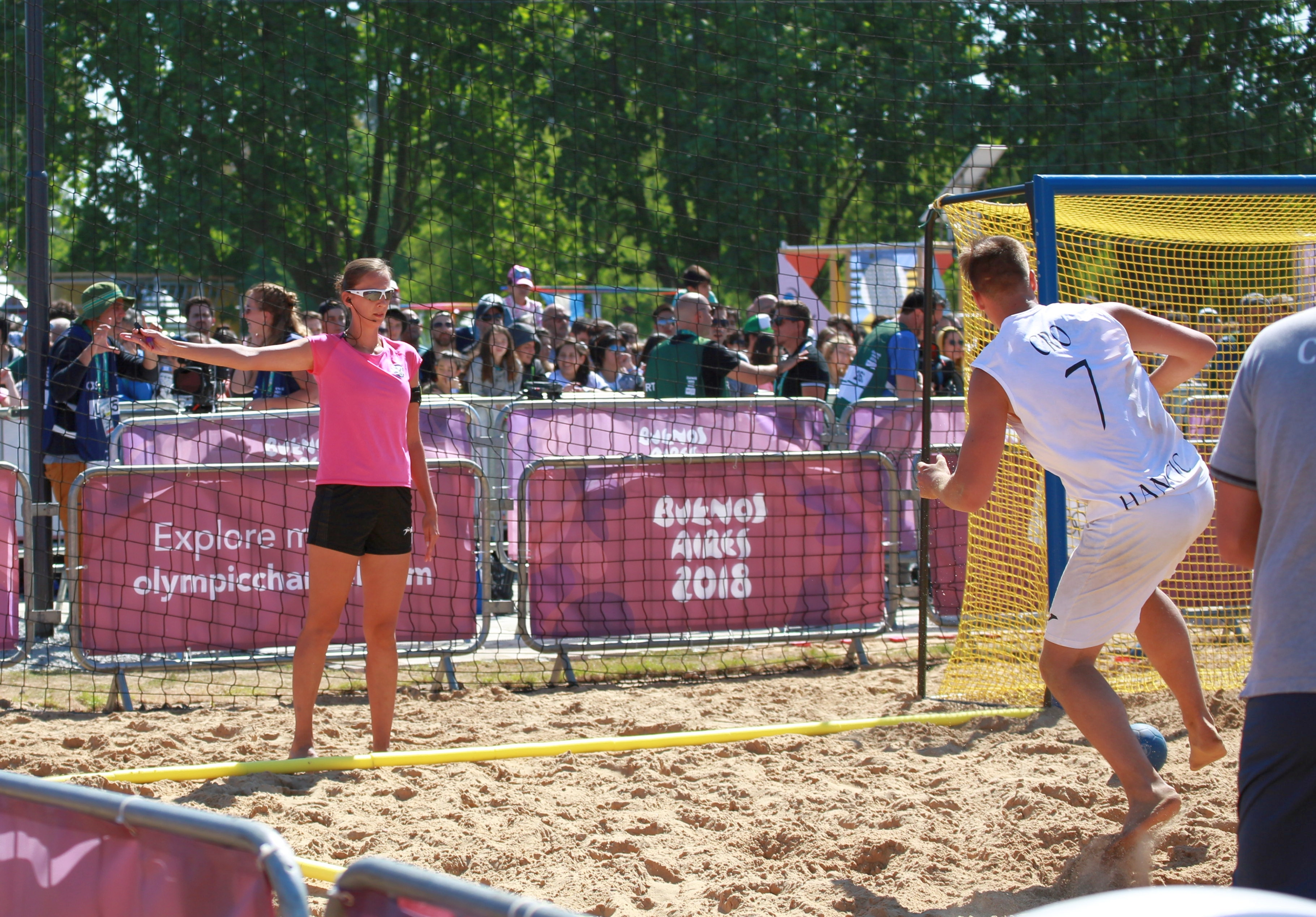
Jaworska während des Halbfinalspiels zwischen Spanien und Kroatien bei den Olympischen Jugendspielen 2018

2017 legten Jaworska und ihre Partnerin – mittlerweile verheiratete – Gaweł auch ihre Prüfung zur IHF-Schiedsrichterin ab. Ihr erster Einsatz auf Weltebene waren die World Games 2017 in ihrer polnischen Heimat, in Breslau. Hier waren sie unter anderem die Schiedsrichterinnen des Frauen-Finals zwischen Brasilien und Argentinien. Zudem waren sie auch beim EHF Beach Handball Champions Cup 2017 auf Gran Canaria aktiv. Ein Jahr später wurden Jaworska und Gaweł für die Olympische Jugend-Sommerspiele in Buenos Aires berufen. Dort pfiffen sie mit der Partie zwischen den Gastgeberinnen aus Argentinien und der Türkei das erste Beachhandball-Spiel im Rahmen Olympischer Spiele überhaupt. Zu den insgesamt 14 geleiteten Spielen gehörte auch des Halbfinale bei den Jungen zwischen Spanien und Kroatien. Höhepunkt 2019 war die Teilnahmen an den Wold Beach Games in Doha, wo das Duo das Spiel um Bronze bei den Frauen zwischen Brasilien und Vietnam leitete.
Auch nach der Pandemie leiten Jaworska und Gaweł Spiele bei hochrangigen Turnieren, so beim EHF Beachhandball Championship 2022, dem Qualifikationsturnier für die Europameisterschaften 2023. Neben den großen Meisterschaften nehmen beide auch jedes Jahr an vielen kleineren Turnieren in Polen und der Europäischen Beach-Tour teil.

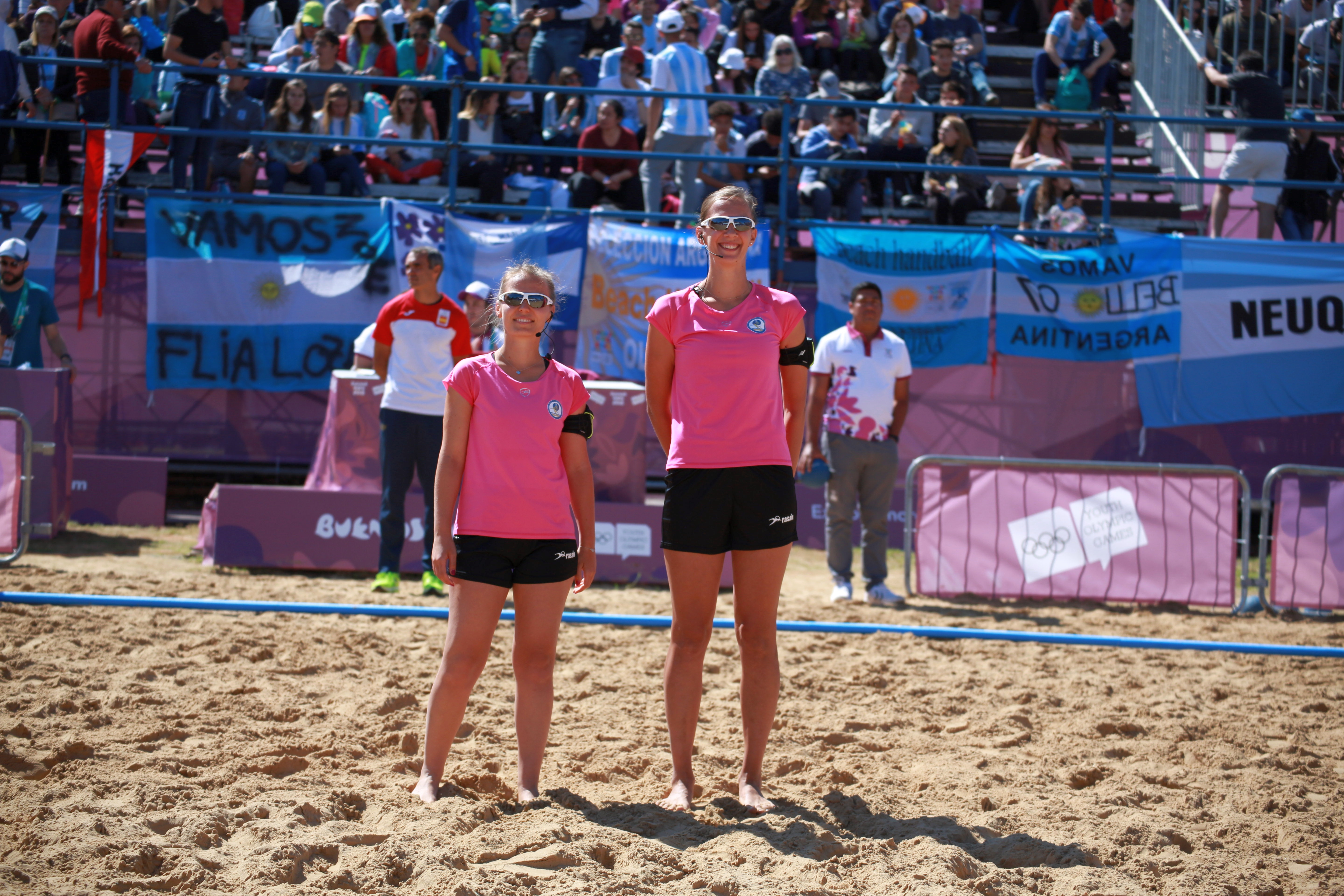
Jaworska und Gaweł vor dem Spielbeginn zwischen Spanien und Kroatien bei den Olympischen Jugendspielen 2018